# Valve Hammer Editor
Valve Hammer Editor (ранее известный как Worldcraft, сокр. Hammer, VHE) — редактор уровней, разработанный компанией Valve Software для работы с игровыми движками GoldSrc, Source и Source 2 (устаревшие версии также поддерживают движки id Software — Quake engine и id Tech 2); входит в комплект Source SDK — набора программ для создания модификаций к играм, построенным на движке Source.

## История разработки
Редактор был разработан программистом Беном Моррисом (англ. Ben Morris) для создания уровней в игре Quake и размещен в Интернете для свободной загрузки, давая, таким образом, возможность создать свои уровни или полноценные модификации другим разработчикам-любителям. Первоначально планировалось назвать редактор The Forge (рус. «Кузница»), однако из-за совпадения названия с альтернативным именем редактора уровней компании Bungie (Marathon editor), было решено переименовать его в «Worldcraft». В планах автора было также внедрить в редактор поддержку карт игры Unreal.
Начиная с версии 1.0 редактор стал коммерческим приложением. Распространителем выступала компания ACD Systems, известная программой для просмотра изображений ACDSee. Обновления доставлялись купившим редактор на компакт-дисках посредством почты.
С версии 1.2 права на редактор приобретены компанией Valve Software, а Бен Моррис приглашен на работу в Valve. Worldcraft был нужен Valve, так как поддерживаемый им движок Quake лег в основу их собственного движка, названного GoldSrc. С помощью Worldcraft были построены уровни в игре Half-Life 1998 года. Новая версия редактора была выпущена одновременно с выходом игры; позднее редактор распространяется по условно-бесплатной лицензии.
С выходом версии 1.6, которая датируется 6 марта 1998 года, в редактор внедрена возможность работы с движком id Tech 2. Условно-бесплатная версия была выпущена на диске-приложении журнала PC Accelerator Magazine. В то же время Бен Моррис объявляет о своем уходе из Valve.
Версия 2.1 не поддерживает работу с игровыми движками компании id Software, давая возможность работать только с GoldSrc. Таким образом, разработчики сфокусировалась исключительно на поддержке собственных игровых движков. В версии 3.3 вместе с рядом масштабных улучшений, реализован рендеринг уровня при помощи OpenGL в окне просмотра.
Компания Gearbox, выпустившая шпионской шутер 007: Nightfire (2002) на сильномодифицированном движке GoldSrc, выпустила собственную версию Hammer, названную Gearcraft.
Начиная с версии 4.0 Valve Hammer Editor получает возможность работать с более современным игровым движком Source, на котором базируется игра Half-Life 2 2004 года. Редактор поставляется в комплекте Source SDK и доступен к свободной загрузке через сервис Steam для обладателя любой игры, созданной на движке Source. Обновления редактора загружаются автоматически, также посредством Steam.
С выходом версии 5.0 Valve Hammer Editor был воссоздан с нуля для работы с Source 2. Эта версия несовместима с предыдущими версиями программы и поставляется вместе с играми, выпущенными на этом движке.
Таким образом, при помощи Hammer можно создавать уровни для всех игр, основанных на трёх вышеупомянутых игровых движках компании Valve; разработчики же уровней для движков id Tech могут использовать более ранние версии, которые можно найти в Сети.

## Технические характеристики
До появления движка Source редактор использовал только браши (англ. brush — дословно «блок», «примитив»), для создания геометрии карты. В то же время некоторые нововведения, добавленные в версии 4.0, такие как карты неровных поверхностей (англ. displacement map) поддерживаются только движком Source и следовательно, не совместимы с более ранними играми. Интерфейс редактора состоит из четырёх окон, отображающих создаваемый уровень: вид сверху, вид слева, вид спереди и окно перспективы.
В комплект изначально входили компиляторы BSP (обрабатывает видимость геометрии уровня), CSG (отсекает невидимые полигоны), VIS (рассчитывает видимость объектов) и RAD (просчитывает освещение). Для различных игр существуют собственные наборы компиляторов. С выходом движка Source компилятор CSG был встроен в BSP.
Valve Hammer Editor с версии 4.0 сохраняет проекты уровней в файлы с расширением .VMF (есть возможность конвертации в DXF).
С версии 5.0 Valve Hammer Editor не может работать с брашами, используя вместо них меши, а также потерял возможность работать с форматами предыдущих версий, используя вместо них проприетарный формат .vmap. 
Все версии редактора позволяют расставлять энтити (англ. entity — дословно «сущность», «объект»), являющиеся объектами, не относящимися к основной геометрии уровня. Энтити делятся на две категории: точечные и брашевые. Объём точечных энтити (например NPC, объектов, управляющих логикой и моделей) определяется выбранной моделью или её отсутствием, в то время как объём брашевых энтити (например триггеров) определяется брашами, из которых они созданы.  
Энтити также делятся на внутренние и невнутренние. Внутренние энтити не существуют в игре, но учитываются при компиляции карты (например, статичные модели и объекты освещения). 
С выходом движка Source редактор получил возможность настраивать взаимодействие различных энтити на одной карте через І/О.

## Пользовательские модификации
Для Valve Hammer Editor существуют пользовательские модификации, улучшающие или дополняющие функционал программы.
- Hammer++ — расширенная версия редактора. Поддерживает предпросмотр освещения, отрисовку частиц, а также добавляет предпросмотр тумана и трёхмерного скайбокса.
- Slammin' Source Map Tools — улучшенные компиляторы для редактора, добавляющие поддержку SSE2, 32 потоков и прочие функции. Включает в себя модифицированный Valve Hammer Editor.
- J.A.C.K — основанный на Valve Hammer Editor версии 3.5 редактор карт для Half-Life, Quake, Quake II, Quake III и модов, работающих на их движках.
- TeamSpen's Hammer Addons — дополняет FGD-файлы, а также включает в себя пост-компилятор, имеющий поддержку упаковки контента в файл карты.
- Strata Hammer — модифицированная версия Valve Hammer Editor 4, портирующая интерфейс на Qt и исправляющая недостатки оригинального редактора. Включает в себя TeamSpen's Hammer Addons и некоторые особенности Hammer++.